# Eudorylas lamellatus
Eudorylas lamellatus är en tvåvingeart som först beskrevs av Collin 1941.  Eudorylas lamellatus ingår i släktet Eudorylas och familjen ögonflugor. Inga underarter finns listade i Catalogue of Life.